# Raigón (Uruguay)
Raigón es una localidad uruguaya del departamento de San José.

## Ubicación
La localidad se encuentra ubicada en la zona centro del departamento de San José, al este del río San José y de la capital departamental San José de Mayo, junto a la ruta 11 en su km 55 aproximadamente.

## Población
En 2011 la localidad contaba con una población de 738 habitantes.
| 192           | 279 | 582 | 583 | 738 |
| (Fuente: INE) |     |     |     |     |